# Haapasaari (ö i Lappland, Kemi-Torneå)
Haapasaari är en ö i Finland. Den ligger i Torne älv och i kommunen Torneå i den ekonomiska regionen  Kemi-Torneå  och landskapet Lappland, i den norra delen av landet, 600 km norr om huvudstaden Helsingfors. Öns area är 3,2 hektar och dess största längd är 340 meter i nord-sydlig riktning.